# Vesna Opavski
Vesna Opavski (слч. Vesna Opavský; Beograd, 14. maj 1976) digitalna je umetnica, konsultant i predavač iz oblasti internet komunikacije, internet prezentacije i internet optimizacije.

## Biografija

### Školovanje
Diplomirala je na Grafičkom odseku Fakulteta likovnih umetnosti u Beogradu. Magistrirala je 2009. u klasi profesorke Biljane Vuković, izloživši digitalne grafike „Windows u prirodu“, a doktorski interaktivni projekat „Ključna reč – umetnost“ predstavila je 2013. uz mentorku prof. Biljanu Vuković. 
Digitalnom grafikom se aktivno bavi od 2005. koristeći slovačko prezime Opavsky i gajeći prepoznatljiv likovni stil. Kćerka je profesora dr Pavela Opavskog i sestra umetnice Jasne Opavski.

### Profesionalni rad
Od 2005. do 2015. radi u Medija centru Beograd kao direktorka sektora za veb i dizajn. Sertifikovani je trener Nezavisnog udruženja novinara Srbije (NUNS). Objavljivala je stručne radove i članke iz oblasti interneta. Autorka programa i predavač na predmetu Internet komunikacija i prezentacija na Univerzitetu Donja Gorica u Crnoj Gori. Angažovana kao nastavnik-saradnik na predmetu Vizuelne komunikacije na Visokoj školi za modu i dizajn Mod'Art International u Beogradu.

### Umetnički rad
Njen umetnički rad se bavi temama ekologije i digitalnog zapisa. Njeno polje istraživanja okrenuto je rešavanju problema savremenog društva prouzrokovanog urbanim okruženjem. Kombinovanom, digitalnom tehnikom, naglašavajući kontrast prirode i tehnike, pokušava da ukaže na značaj povratka prirodi smatrajući je lekom protiv otuđenja čoveka današnjice.
Učestvovala je na osam samostalnih i više od 40 kolektivnih izložbi na tri kontinenta.

## Samostalne izložbe
- 2015, jul - Umetnost kao pratilac ili vodilja, Galerija Opštine Vračar, Beograd,
- 2014, februar - Ključna reč – Umetnost, Kulturni centar Novog Sada,
- 2013, oktobar - doktorski umetnički projekat Ključna reč – Umetnost, Dom omladine Beograda,
- 2011, septembar – Nature Effects, El Gouna Yacht Club, Egipat,
- 2011, maj – Digitalna priroda, Centar za kulturu Stara Pazova,
- 2010, april – Umetnički vrtovi, Garden centar, Beograd,
- 2009, novembar – magistarska izložba digitalnih grafika Windows u prirodu, Galerija FLU Beograd,
- 2004, maj – Moja šuma, izložba i performans u kafe-galeriji Bojan Stupica, Beograd.

## Naučni radovi
- 2009. „Raskorak i sinteza digitalnog i naturalnog“ – magistarski rad, Fakultet likovnih umetnosti, Beograd,
- 2011. „Model internet platforme namenjen fakultetima vizuelnih umetnosti“, Digitalni izvori u društveno-humanističkim istraživanjima (Filološki fakultet Univerziteta u Beogradu) 197-225,
- 2015. „Ključna reč – umetnost; Digitalne grafike i njihova komunikacija u virtuelnoj i realnoj sredini“ – dokotrski umetnički projekat, Fakultet likovnih umetnosti, Beograd.

## Okrugli stolovi
- 2012. Bečiči, Hotel Splendid, VI Medijski forum Jugoistočne Evrope, u organizaciji SEEMO, Učesnica panel diskusije Socijalni mediji, Facebook, Twitter, YouTube, aplikacije – budućnost medija
- 2013. Beograd, tribina Vikimedije Srbije i Univerzitetske biblioteke Svetozar Marković, Creative Commons – Kreativnost i društvo znanja.

## Članstvo
Članica je:
- Udruženja likovnih umetnika Srbije (ULUS) od 2009. godine,
- Slovačkog udruženja umetnika Umelecká beseda slovenská iz Bratislave,
- Nezavisnog udruženja novinara Srbije (NUNS),
- Medijske organizacije Jugoistočne Evrope (SEEMO),
- Internacionalnog udruženja nadprosečno inteligentnih osoba – MENSA,
- Udruženja ljubitelja umetnosti „Široka staza“.

## Nagrade
- Nagrada Mali pečat, I Međunarodni bijenale male grafike, Galerija savremene umetnosti, Niš (decembar 2012),
- Glavna otkupna nagrada grupne izložbe LiraArt, Galerija Ikar, Zemun (februar 2011).

## Galerija
- Ključna reč - Umetnost (2013, doktorska izložba)
- Ključna reč - Internet (2013, doktorska izložba)
- Ključna reč - Priroda (2013, doktorska izložba)
- Čekala sam te (2006)
- IMG_5 (2009, magistarska izložba)
- U pratnji nižeg bilja (2013)
- Posle snega (2011)
- Sigurna Šuma (2011)

## Literatura
- Urednici/autori: Milina Skalabinská, Katarina Mosnaková. Izdavač: Ústav pre kultúru vojvodinských Slovákov, Novi Sad. Godina 2012.
- Atlas likovnih umetnika primenjenih umetnosti i dizajnera Srbije - 21. vek, Autori: Slobodan Maldini, Sofija Lancoš Maldini. Izdavač: autorsko izdanje (Slobodan Maldini, Sofija Lancoš Maldini), Beograd. Godina 2014.

## Spoljašnje veze
- Zvanična internet prezentacija
- Blic/Otvarena izložba Ključna reč-umetnost u Domu omladine Beograda
- Artinfo portal/Izložba Vesne Opavsky
- Hlas l'udu/ Umenie je všade vôkol nás-Intervju
- Zavod za kulturu vojvođanskih Slovaka/Radovi mladih slovačkih umetnika i na internetu
- RTS-Radio Beograd/Digitalne ikone